# Scolops hesperius
Scolops hesperius är en insektsart som beskrevs av Philip Reese Uhler 1876. Scolops hesperius ingår i släktet Scolops och familjen Dictyopharidae. Inga underarter finns listade i Catalogue of Life.